# Charles-François Hutin
Charles-François Hutin (París, 4 de julio de 1715-Dresde, 29 de julio de 1776) fue un escultor, grabador y pintor francés.

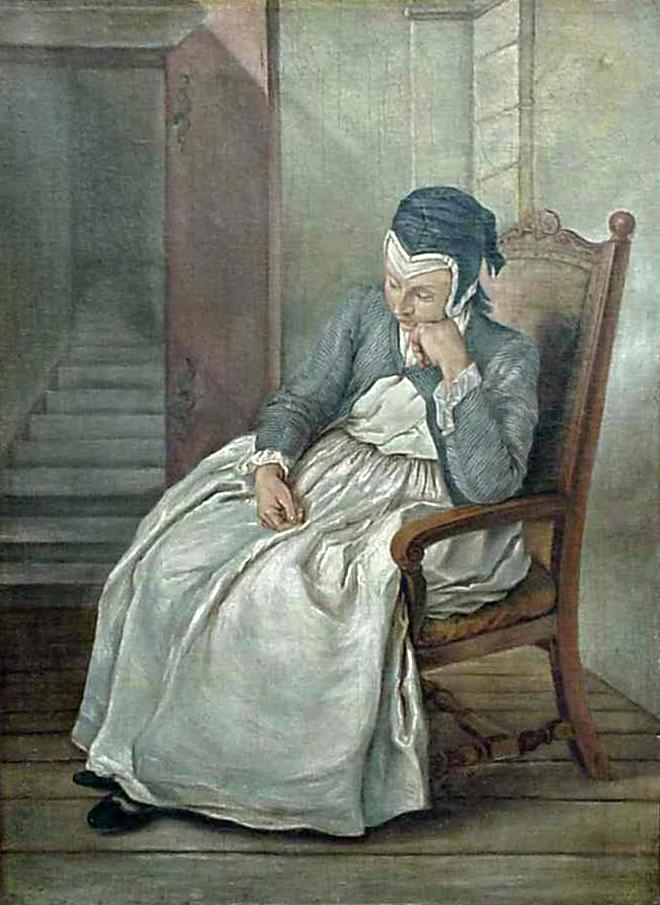
Mujer en una silla, Museo Nacional de Varsovia.

## Datos biográficos
Charles François Pierre Jean-Baptiste Hutin nació el 4 de julio de 1715 en París.
Inicialmente formado en la disciplina de la pintura, fue alumno de François Lemoyne. Cuando contaba 21 años de edad obtuvo el gran premio de Roma de pintura de historia, lo que le permitió residir un tiempo en la Villa Médici, sede de la Academia de Francia en Roma; allí vivió durante siete años entre 1736 y 1743; en aquel tiempo conoció y estudió escultura bajo la tutela de René-Michel Slodtz. De regreso en París, fue agregado a la Real Academia de Pintura y Escultura en 1744 y recibido como miembro de ella en 1747. Para obtener la admisión realizó como pieza de presentación (del francés: "morceau de reception") la escultura titulada Charon ( Caronte, París, museo del Louvre); el modelo en escayola fue presentado en el Salón de 1746. Esta obra llamó la atención de Augusto III Elector de Sajonia y rey de Polonia, que le invitó a ir a Dresde en 1748; allí se trasladó acompañado por su hermano Pierre Hutin. Una vez instalados en la ciudad alemana colaboraron con sus dibujos en el Recueil d'Estampes d'après les plus célèbres Tableaux de la Galerie Royale de Dresde (Dresde, 1753-1755) colección de estampas de reproducción de los cuadros franceses e italianos de la Galería Real de Dresde en la que participó un elevado número de grabadores.  
En 1764, fue nombrado director de la Real Academia de Artes del electorado. Realizó una pintura de la crucifixión de Cristo para el altar de la católica Hofkirche de Dresde y, en una de las capillas junto al altar mayor, un techo pintado al fresco. De sus grabados cabe destacar, en particular, una serie de 35 planchas reunidas bajo el título Recueil de differents Sujets composee poses et graves par Charles Hutin, Dresde, 1763.
Hutin falleció en Dresde el 29 de julio de 1776.

## Obras
Entre los cuadros de Hutin, destaca el titulado Mujer sentada en una silla . El lienzo fue depositado en el Museo Nacional de Varsovia en el año 1939, a través de una donación de Franciszek Potocki. En 1940 fue expoliado por los nazis. En 2003 la obra fue restituida a Jan Potocki a través de la galería de arte Auction House de París. En 2003 regresó al Museo Nacional de Varsovia.

### Obras en el Museo del Louvre
En el Museo del Louvre de París se conservan dos obras de Charles Hutin. La más notable es el mármol ya citado de Caronte, titulado en francés Charon, nocher des Enfers.
La otra es un lienzo pintado al óleo titulado Menagere saxonne (hogar sajón), que fue adquirido por el museo parisino en 1935.